# Шурыгин, Александр Алексеевич
Александр Алексеевич Шурыгин (1862—?) — русский художник.

## Биография
Александр Шурыгин родился 26 августа (7 сентября по новому стилю) 1862 года в Москве.
Сведения, относящиеся к художнику, скудны. Известно, что он был участником Московского общества любителей художеств с 1902 по 1914 годы и в период с 1905 по 1913 годы состоял в должности смотрителя МОЛХ. Также был экспонентом выставок, в частности ТПХВ.
Александр Алексеевич Шурыгин умер после 1917 года.
Материалы, относящиеся к А. А. Шурыгину, имеются в РГАЛИ.

## Труды
Работы Шурыгина имеются в Государственной Третьяковской галерее и других музеях России.